# The Summer Tic EP
Albums de Paramore
All We Know Is Falling Riot!
The Summer Tic EP est le premier maxi du groupe de pop punk américain Paramore.
Il est sorti le 2 août 2006, pendant le Vans Warped Tour. Son nom vient d'une ligne d'une de ses pistes : Stuck on you.

## Piste de l'EP
1. Emergency (Crab Mix)
2. Oh, Star (version complète)
3. Stuck on You (reprise de Failure)
4. This Circle